# Zamek Eltz

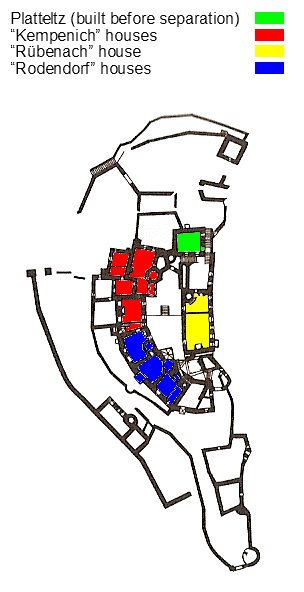
Plan zamku (uwzględniono poszczególne fazy budowy)

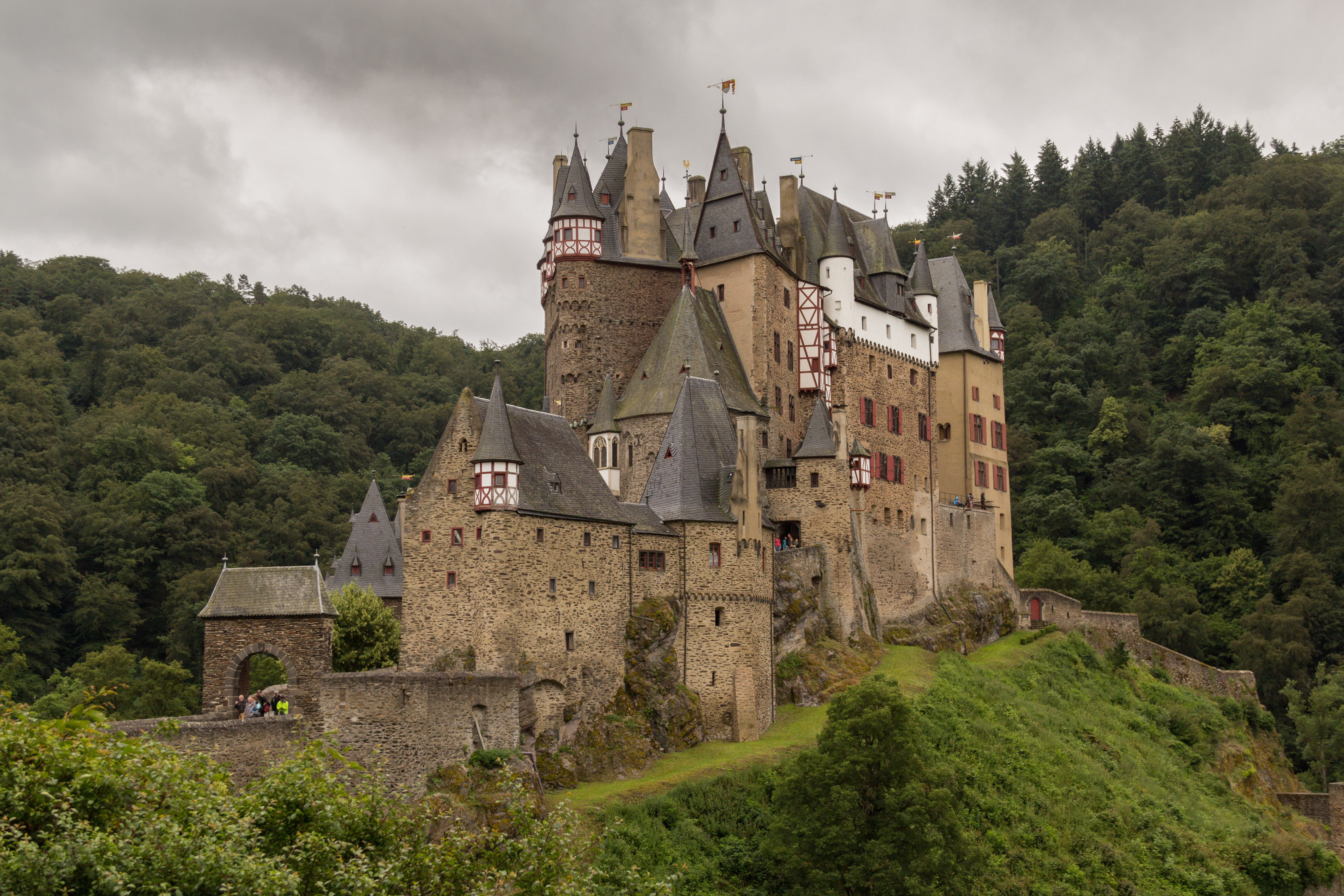
Zamek Eltz (2016)

Zamek Eltz (niem. Burg Eltz) – monumentalny zamek w Niemczech w rejonie Eifel (Nadrenia-Palatynat) w kotlinie usytuowanej nad rzeką Elzbach, lewym dopływem Mozeli. Zamek ten znajduje się na obszarze gminy Wierschem w powiecie Mayen-Koblenz. Historyczna siedziba rodu von Eltz, znana już przed 1157 r., pierwotnie pełniąca funkcję warowni, dzięki swojej malowniczej architekturze i położeniu jest jedną z ważniejszych w Nadrenii atrakcji turystycznych. Jeden z ważniejszych przykładów późnogotyckiej architektury świeckiej w Niemczech. 

## Dzieje
Zamek ulokowano w pobliżu szlaku handlowego łączącego żyzne tereny Mainfeld z portami rzecznymi na Mozeli. W XI wieku ziemie te podlegały Świętemu Cesarstwu Rzymskiemu. Tereny, na których powstał zamek, otrzymał z rąk cesarza Fryderyka Barbarossy Rudolf von Eltz, wstępny wielkiego rodu von Eltz. Wbrew niektórym źródłom, nazwa zamku nie pochodzi od rodu Eltz. Zarówno nazwisko, jak i zamek pochodzą od zakręcającej się u stóp zamku rzeki Eltzbach.

### Ród Eltzów
Ród Eltzów podzielił się z czasem na trzy gałęzie za sprawą trzech braci: Eliasza, Wilhelma i Teodoryka. Każdy ze szczepów sygnował się własnym herbem. Ród Eliasza miał w herbie złotego lwa, ród Wilhelma lwa srebrnego, zaś linia Teodoryka rogatego bawoła. Do swoich nazwisk dodawali nowe człony wywodzące się od kolejnych posiadłości. Stąd ród Eltzów Rubenachów, Kempenichów znanych później jako Rodendorfowie. 
Pomimo licznych posiadłości rodzina mieszkała razem, co było powodem rozbudowy zamku. Ekspansja wpływów von Eltzów spowodowała liczne konflikty z właścicielami sąsiednich posiadłości. W 1333 r. zamek ten był oblegany przez rycerstwo Baldwina arcybiskupa Trewiru, który na jednym ze wzgórz otaczających kotlinę, gdzie leży zamek Eltz, wzniósł warownię znaną jako Burg Trutzeltz. Świadectwem tych wydarzeń są ustawione na jednym z dziedzińców wielkie kamienie – pociski, które wystrzeliwano z katapult. Po ugodzie z arcybiskupem nastąpiła kolejna rozbudowa warowni. 
W późniejszym okresie wpływy rodu Eltzów były znaczne. Członkowie rodu byli reprezentantami największych arcybiskupstw Rzeszy – Trewiru i Moguncji. Sprawowali również funkcję elektorów Rzeszy. W dobie reformacji Eltzowie wspierali obóz katolicki. Arcybiskup Trewiru, Jakub III von Eltz (1567–1581), był jednym z uczestników soboru trydenckiego. W służbie trewirskich elektorów działał jako marszałek polny Jan Jakub von Eltz. 
Apogeum wpływów rodzina osiągnęła w pierwszej połowie XVIII w. za panowania Filipa Karola, duchowego przywódcy niemieckich katolików. Bogate włości rodu znajdowały się na terenie całych Niemiec: w pobliskiej Koblencji, ponadto w Boppard, Würzburgu, Elteville. W XVIII w. Eltzowie kupili leżący niedaleko Belgradu Vukovar za sumę 175 tys. reńskich guldenów. 
Podczas wojny o Palatynat (1688–89) zamek uległ zniszczeniom, wkrótce go odbudowano. W latach 1794–1815 warownię okupowały wojska francuskie, zamek służył jako rezydencja komendanta oddziału okupującego Koblencję. Graf Hugo Philipp zu Eltz, ówczesny właściciel rezydencji wyemigrował. Zaniedbaną rezydencję gruntownie odnowiono w latach 1845–1888, opiekował się nią wówczas Karl zu Eltz.
Zamek jest w posiadaniu rodu Eltz co najmniej od 33 pokoleń.

### Zamek
Obecny kształt położonej na wysokim wzgórzu zamku-warowni jest wynikiem wielu faz budowy od XII do XVIII w. oraz gruntownej konserwacji przeprowadzonej do lat 80. XIX stulecia. Zamek ten jest rozbudowaną strukturą architektoniczną, której zasadniczą część tworzy kompleks trzech wielokondygnacyjnych skrzydeł skupionych wokół nieregularnego, w planie zbliżonego do trójkąta, dziedzińca.
Najstarszą częścią zamku jest tzw. Platteltz, wzniesiony na planie kwadratu, który zachował pozostałości romańskiej budowli. W 1472 dla rodu Rübenach wzniesiono wschodnie skrzydło mieszczące oprócz sal reprezentacyjnych i sypialni tzw. niższy hol oraz malowniczą gotycką kaplicę z witrażami przedstawiającymi wizerunki wstępnych rodu von Eltz. Zarówno od zewnątrz, jak i od wewnątrz, część tę zdobi typowa dla późnego gotyku dekoracja. W latach 1490–1540 wzniesiono skrzydło południowo-zachodnie, tzw. dom Rodendorfów, również w stylu późnogotyckim. Około 1530 dla rodu Kempenich wzniesiono skrzydło północne. Wszystkie te skrzydła są wielokondygnacyjne. Wraz z pobliskimi przybudówkami oraz tworzącymi wielkie zaplecze budynkami gospodarczymi zamek ten mieści ponad 100 izb. Nawarstwienie poszczególnych budynków tworzących zamek, liczne, typowe dla późnego gotyku wykusze, kominy, wieże, nieregularne przybudówki oraz położenie uczyniły zamek Eltz budowlą o wysokich walorach estetycznych i wielką atrakcję turystyczną. 
W części zamku urządzono muzeum, w którym znajdują się zbiory malarstwa (m.in. obraz Madonny z Dzieciątkiem pędzla Lucasa Cranacha Starszego), duża kolekcja militariów oraz dawnej odzieży codziennej (m.in. zbiór butów rajtarskich). W domu Rodendorfów znajduje się zbiór dawnych sztandarów. Sala elektorska Johanna Jakob zu Eltz, elektora Trewiru, i Philippa Karla zu Eltz, elektora Moguncji, zachowała reprezentacyjny charakter i dawny wystrój, który tworzą dawne meble oraz tapiserie flamandzkie z XVII w.

## Legendy
W XV w. ręka córki właściciela zamku, hrabianki Agnieszki, była przyrzeczona szlachcicowi z Braunsbergu (obecne Braniewo, znajdujące się na terenie Warmii). Gdy w czasie przyjęcia zaręczynowego na zamku hrabina Agnieszka odmówiła pocałunku, narzeczony obraził się i poprzysiągł zemstę. W trakcie nieobecności właściciela, Braunsberg najechał wraz z wasalami na Zamek Eltz. Ku jego zaskoczeniu, dowodzenie nad obrońcami przejęła hrabianka Agnieszka. Hrabianka niestety zmarła, gdy trafiła ją strzała wypuszczona z łuku narzeczonego. To wzburzyło obrońców, którzy w efekcie wybili wszystkich atakujących. Legenda o duchu hrabianki Agnieszki nawiedzającym tereny zamku krąży od tamtego czasu i jest powtarzana przez przewodników wycieczek turystycznych.

## Odniesienia w kulturze
Na mapie Himmelsdorf w popularnej grze MMO World of Tanks znajduje się zamek wzorowany na Zamku Eltz.

## Galeria

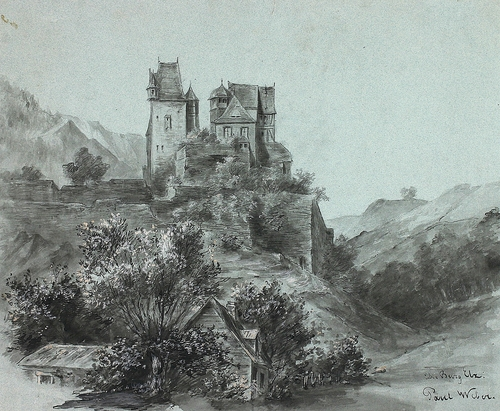
Zamek na szkicu Paula Webera(inne języki)
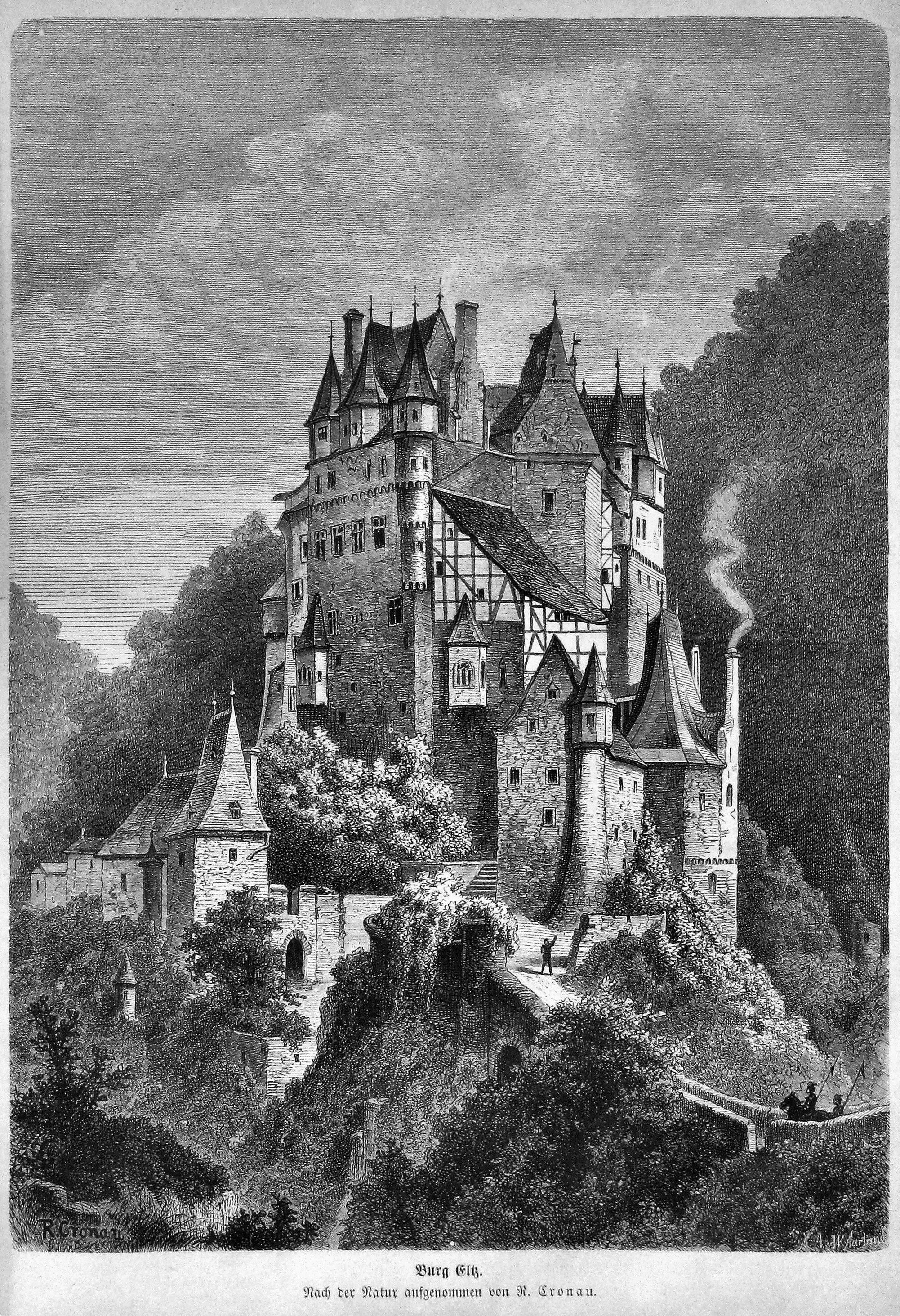
Zamek na szkicu
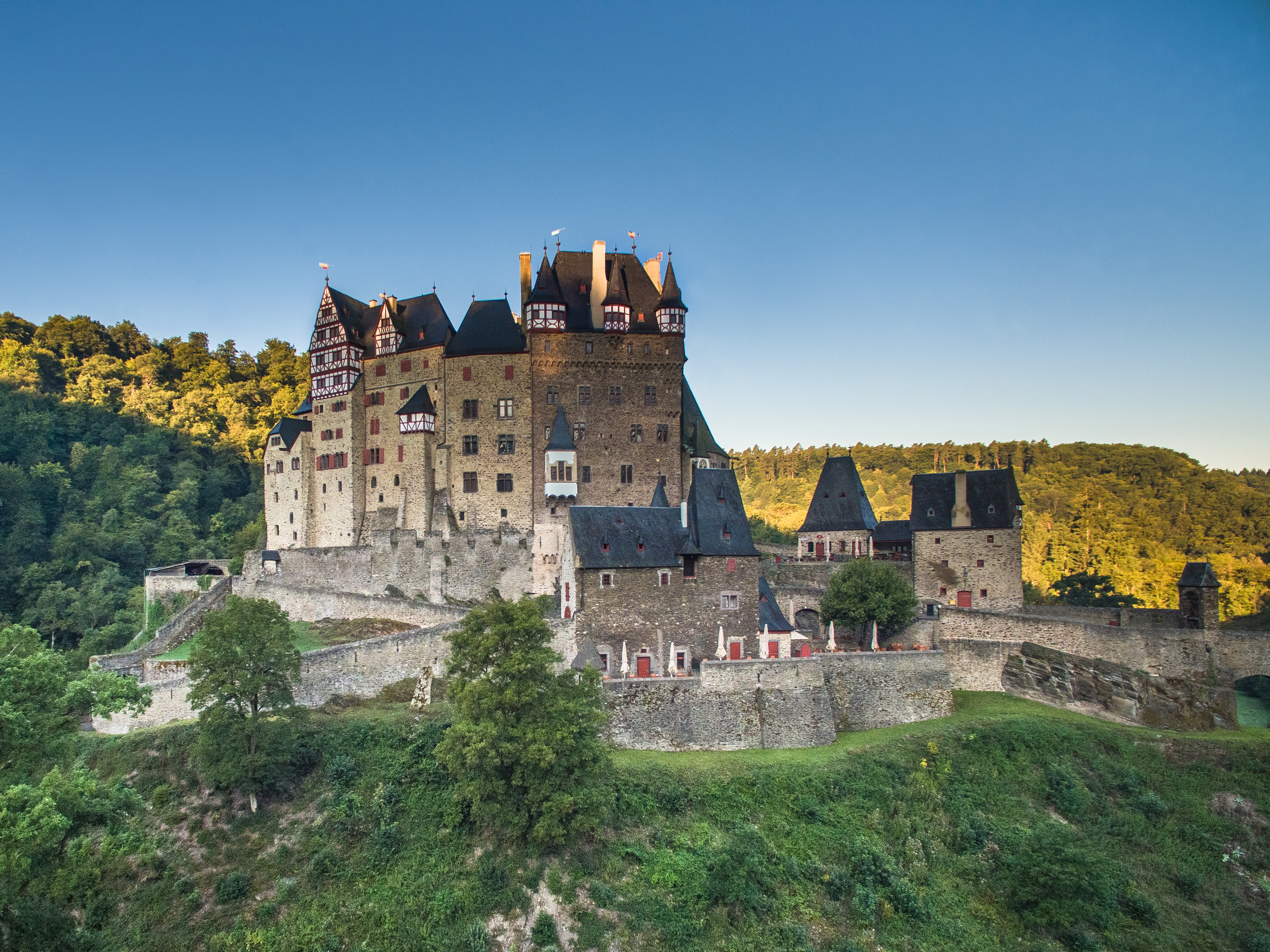
Mury od strony zachodniej
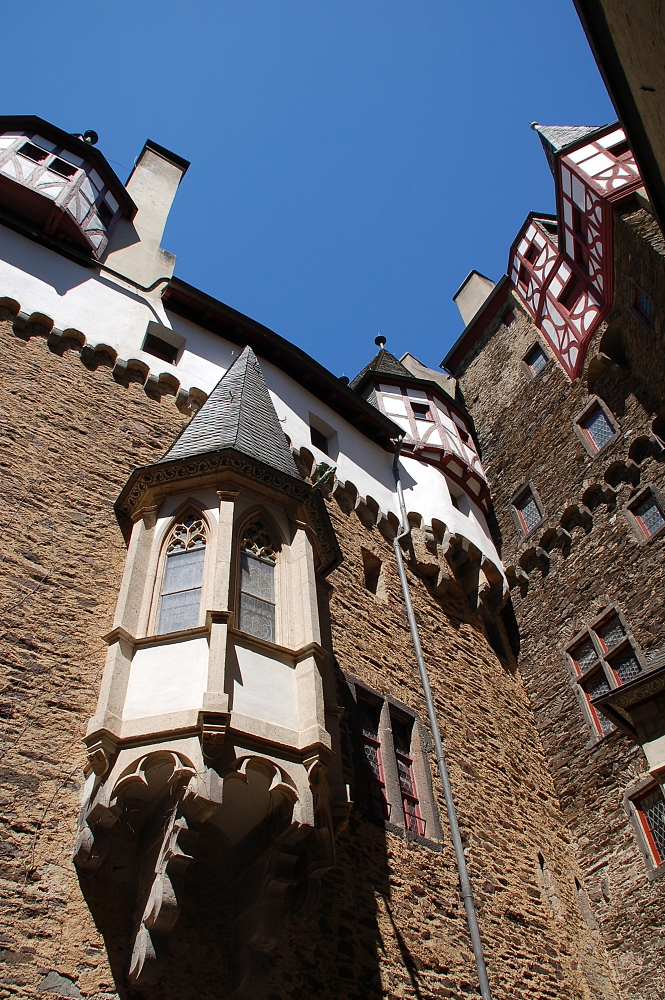
Widok od strony dziedzińca
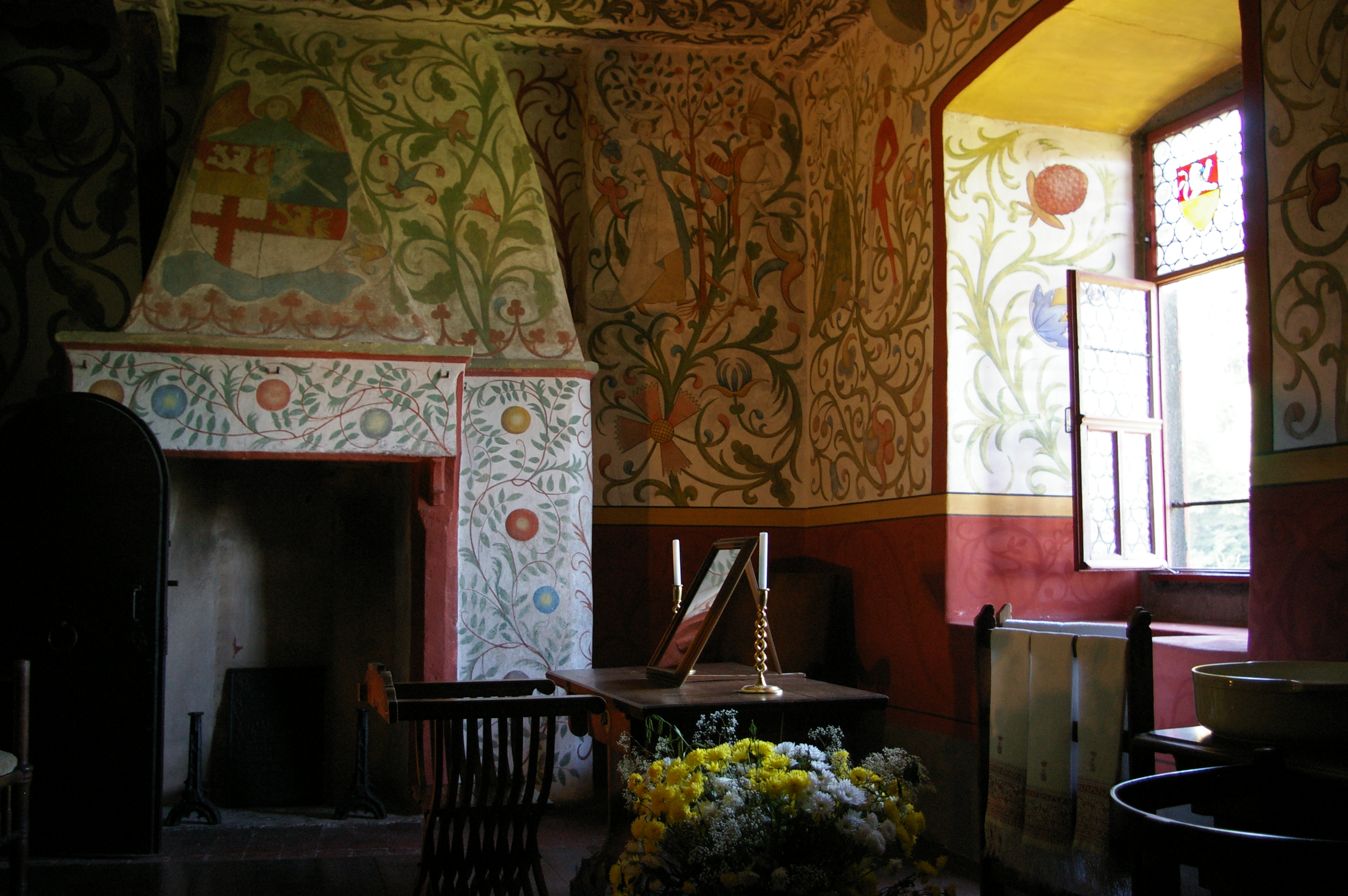
Jedna z komnat
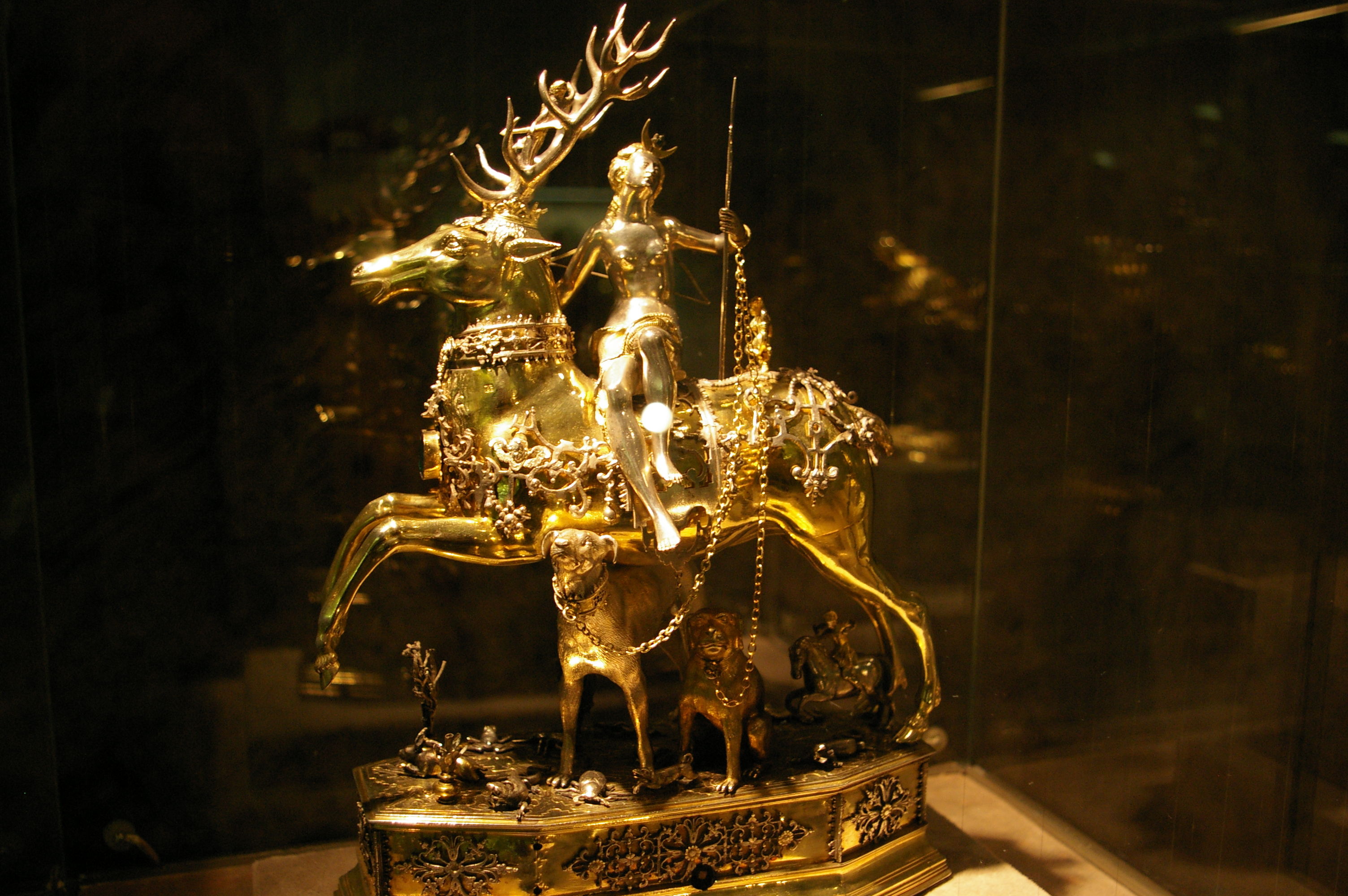
Figura z ekspozycji na zamku
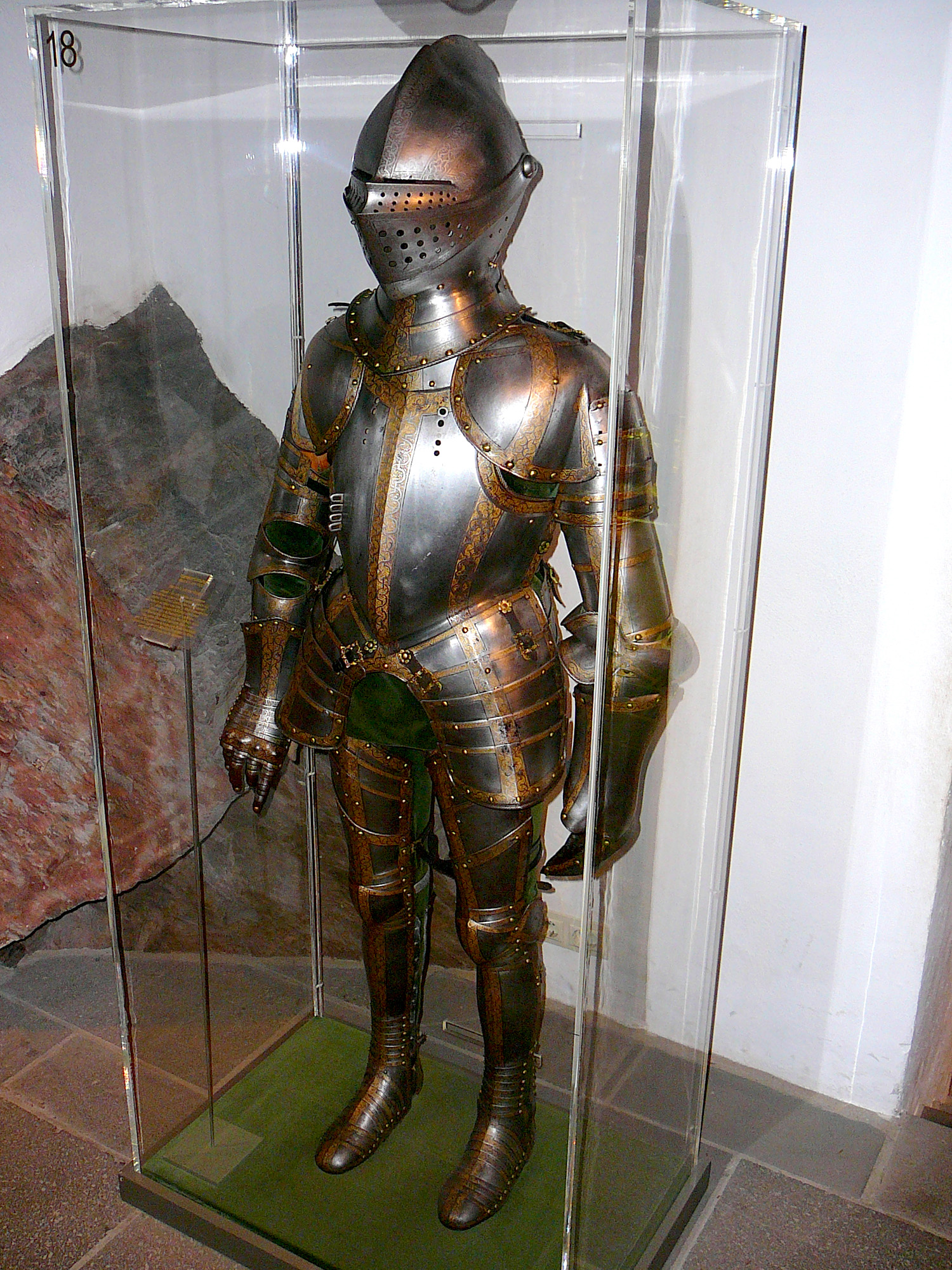
Zbroja turniejowa (ok. 1600)
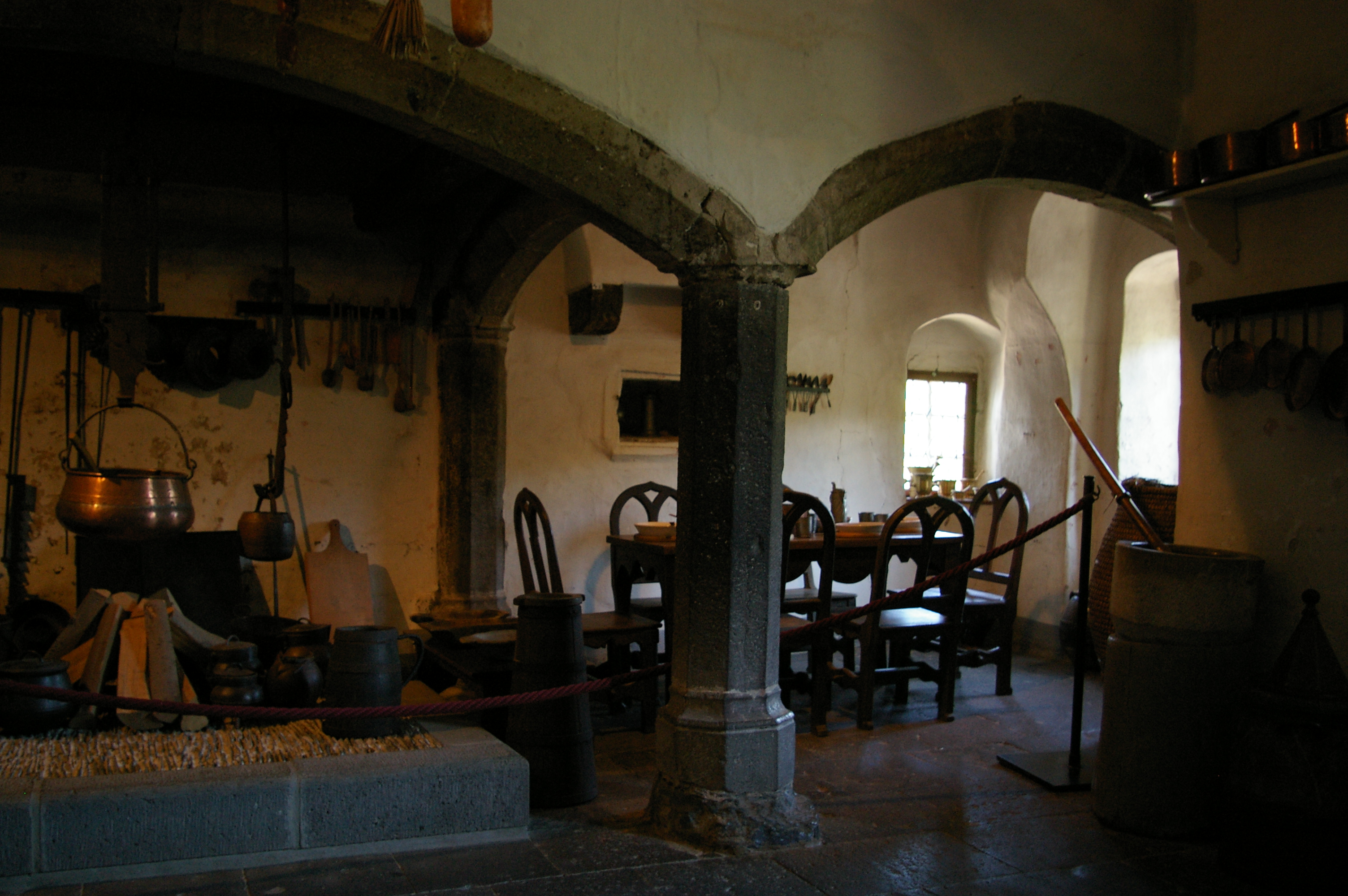
Kuchnia
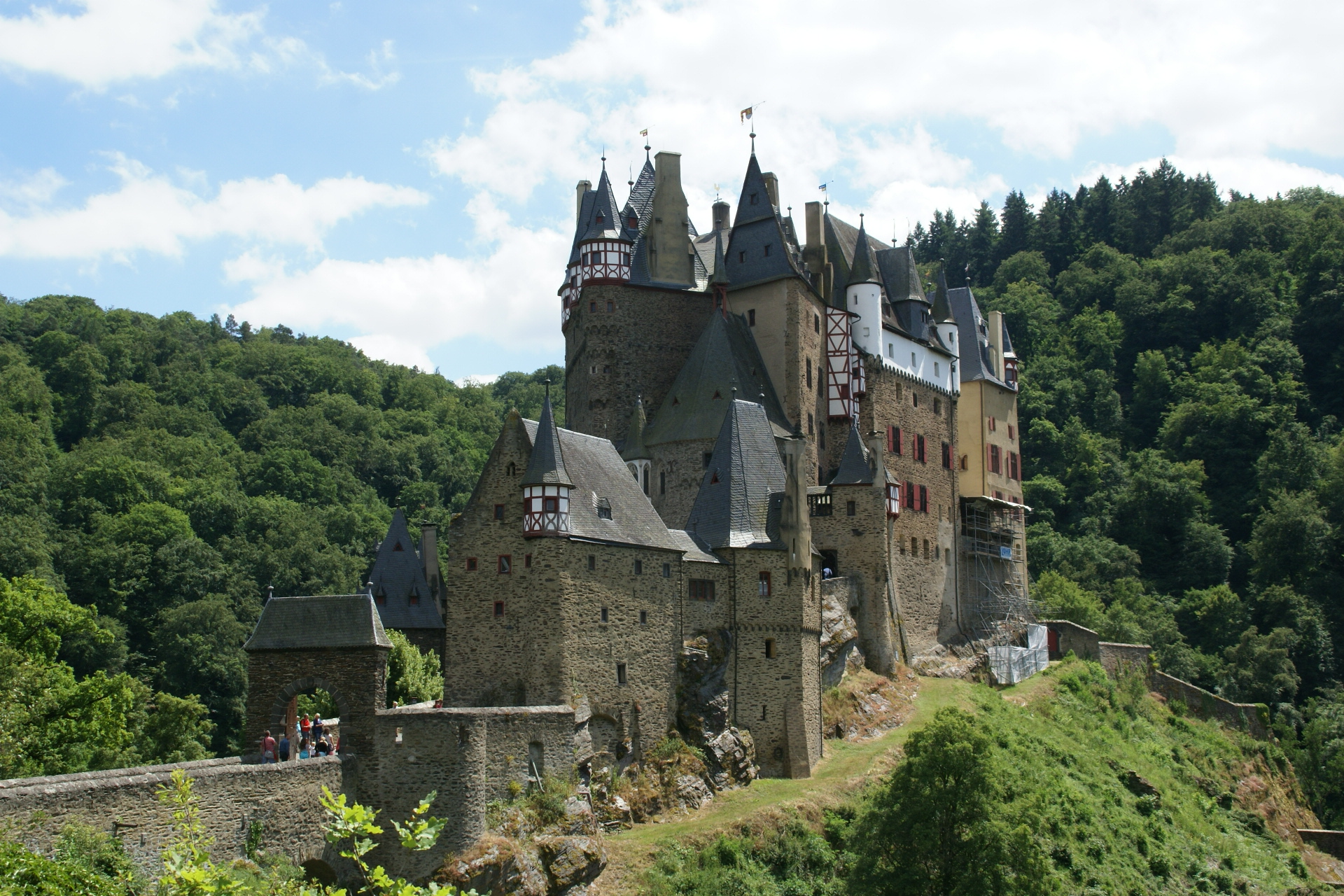
Od południowego-wschodu
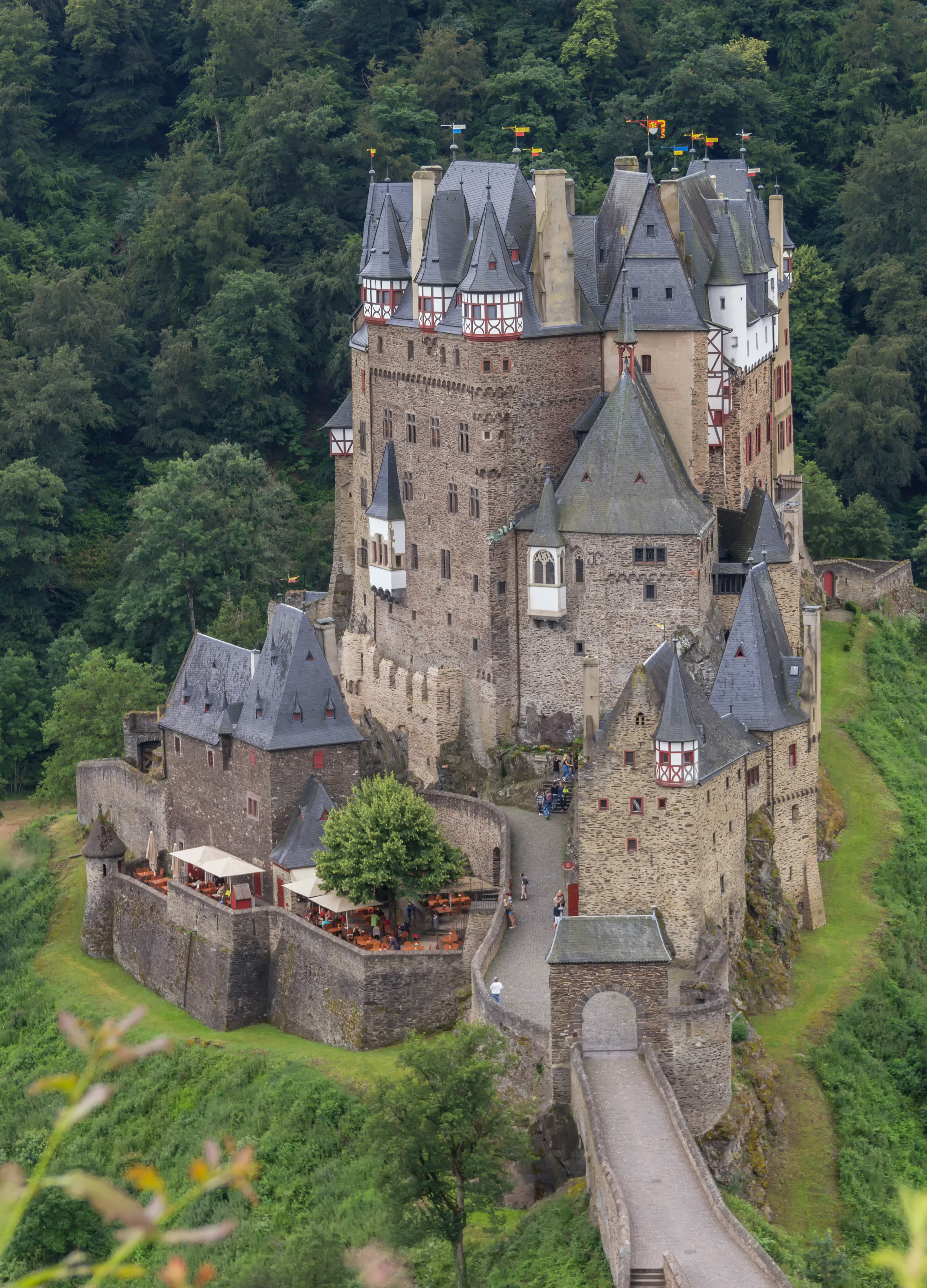
Widok od strony południowej
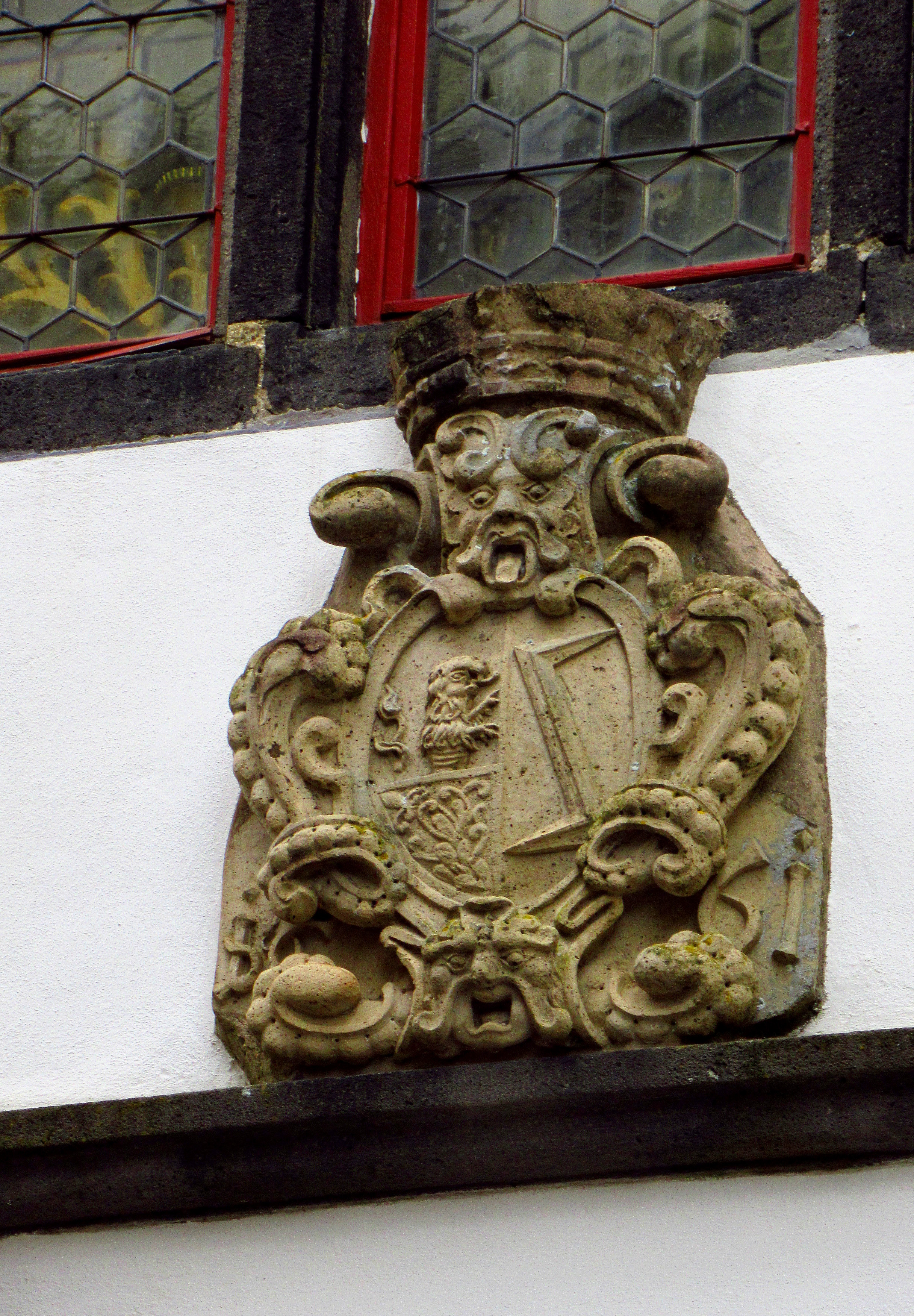
Herb von Eltz (L) Metzenhausen (P)
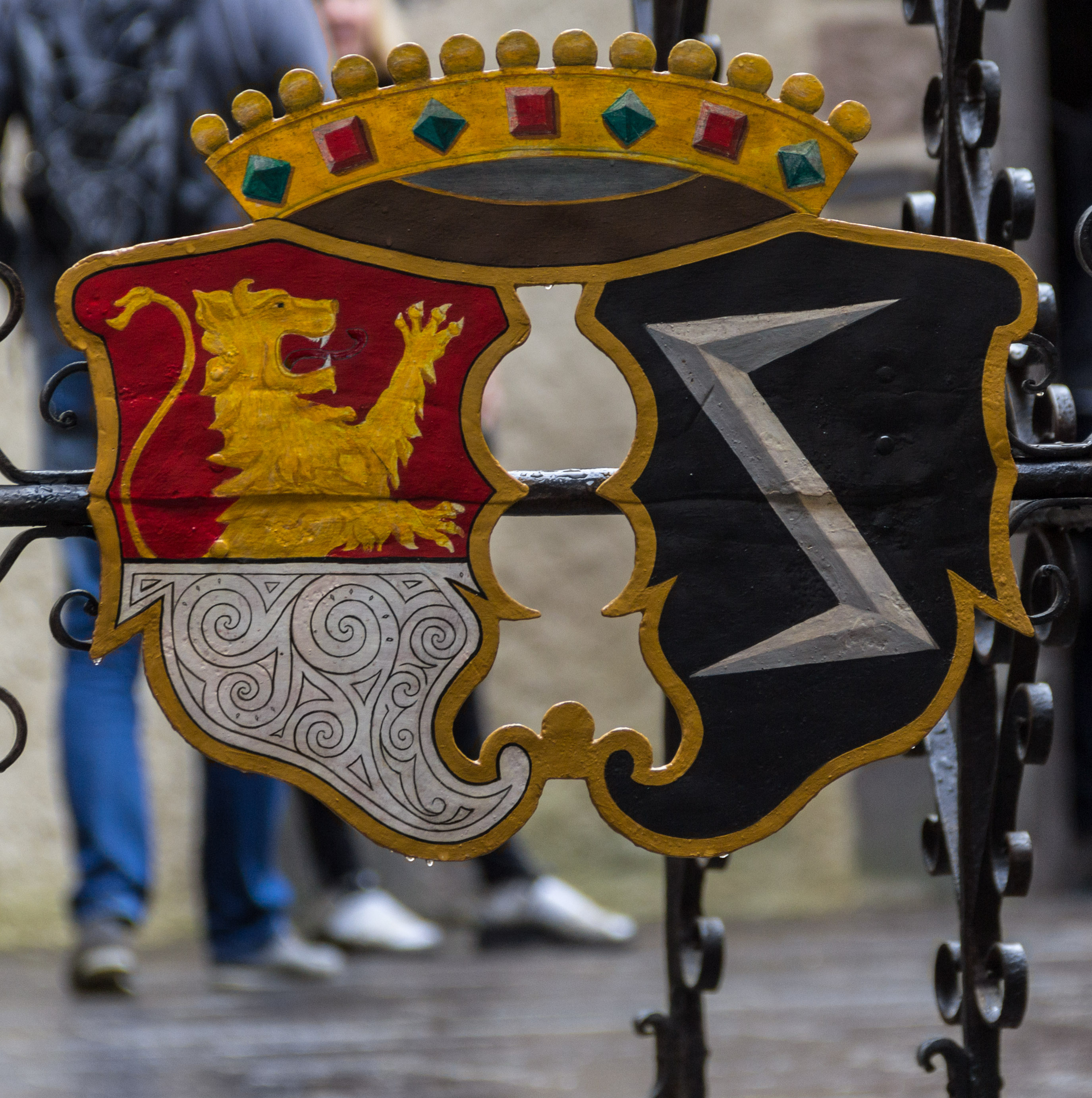
Herb von Eltz (L) Metzenhausen (P)
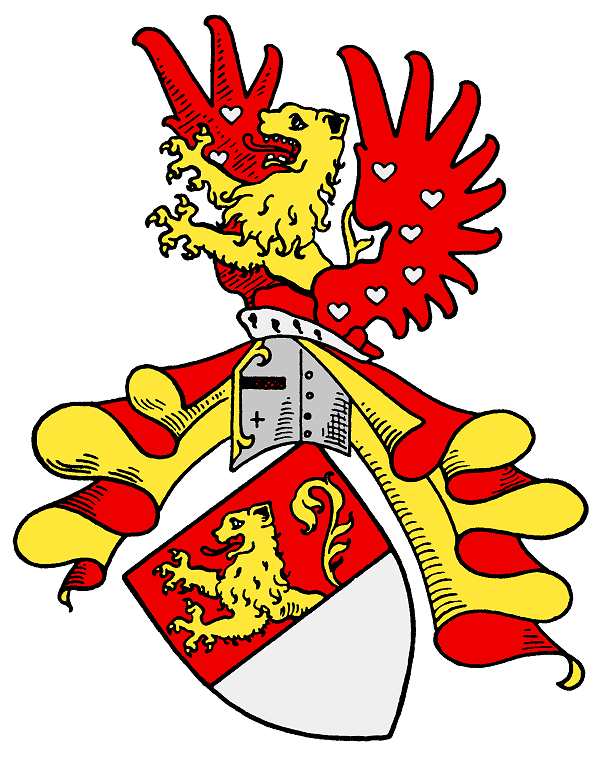
Herb Johanna Antona Eltz (1595-1671)
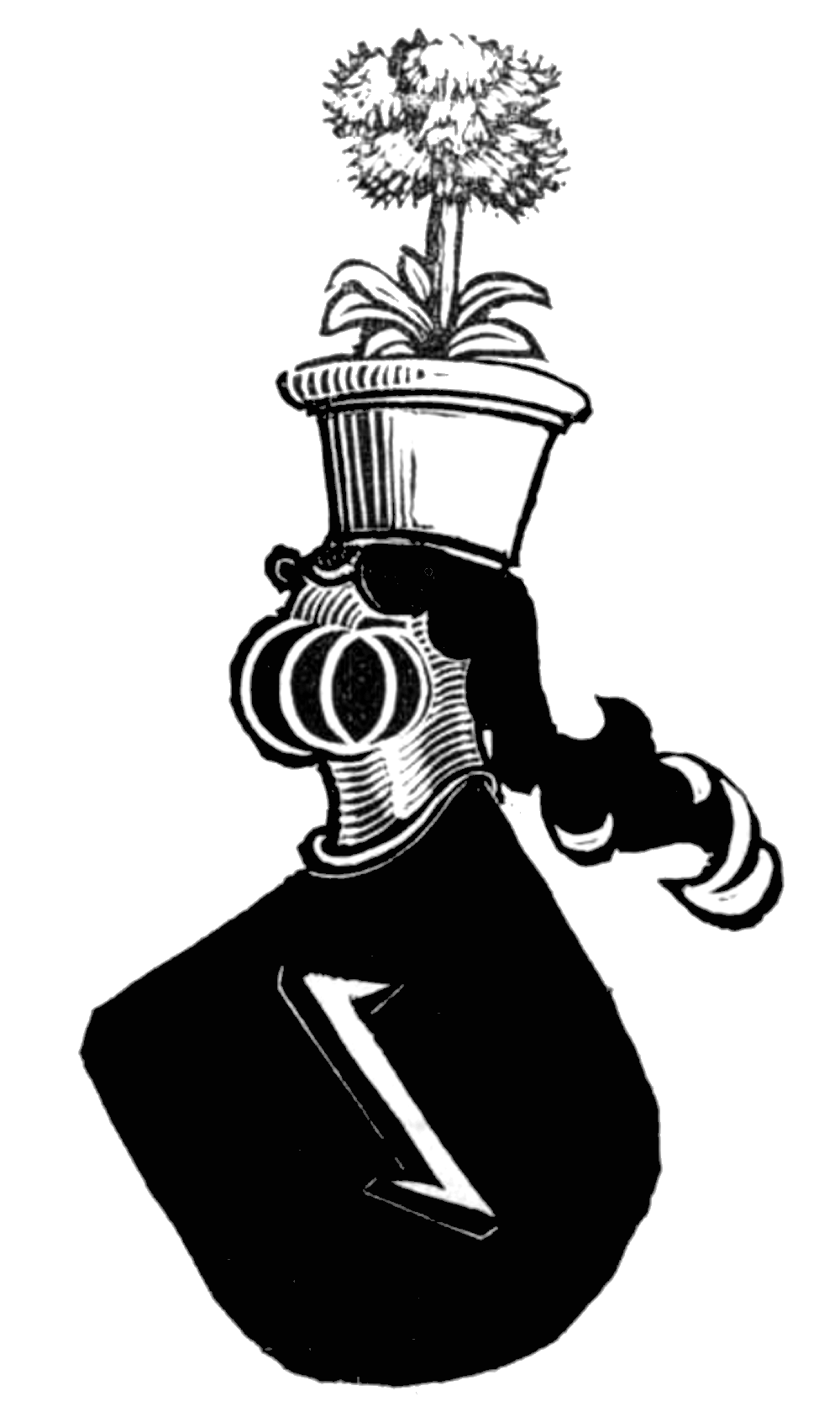
Herb Anny Elisabeth Metzenhausen